# Япенцин
Япенцин (нем. Japenzin) — община в Германии, в земле Мекленбург — Передняя Померания. 
Входит в состав района Восточная Передняя Померания. Подчиняется управлению Анклам-Ланд.  Население составляет 217 человек (на 31 декабря 2006 года). Занимает площадь 12,71 км².